# Martin Knudsen
Pour les articles homonymes, voir Knudsen.
Ne doit pas être confondu avec Jens Martin Knudsen (footballeur).
Martin Hans Christian Knudsen (né le 15 février 1871 à Hansmark, décédé le 27 mai 1949 à Copenhague) est un physicien danois ayant enseigné et conduit ses recherches à l'université technique du Danemark.

## Biographie
Il est principalement connu pour son étude des écoulements moléculaires de gaz, et le développement de la cellule de Knudsen, composante de base des systèmes d'épitaxie par jet moléculaire.
Knudsen reçoit la médaille d'or de l'Université en 1895 et sa maîtrise de physique l'année suivante. Il participe à l'expédition Ingolf ces années-là. Il devient maître de conférences en physique à l'Université en 1901 et professeur en 1912 lorsque C. Christiansen (1843-1917) prend sa retraite. Il conserve ce poste jusqu'à sa propre retraite en 1941.
Knudsen est reconnu grâce à ses travaux sur la théorie de la cinétique moléculaire et les phénomènes à basse pression dans les gaz permettant d'expliciter la dynamique du changement de phase par la relation de Hertz-Knudsen. On lui doit également des travaux sur la couche limite, l'équation de Knudsen (en), le nombre de Knudsen, et deux instruments : le manomètre absolu de Knudsen et la jauge de Knudsen. Son livre, Kinetic Theory of Gases (Londres, 1934), détaille ses principaux résultats de recherche.
Knudsen est également impliqué dans la physique pour l'océanographie, ayant développé des méthodes et défini des propriétés des écoulements marins. Il édite notamment Hydrological Tables (Copenhague-Londres, 1901).
Il est récompensé pour ses travaux par l'obtention de la médaille Alexander Agassiz de la National Academy of Sciences américaine en 1935.